# Diplomystes incognitus
Diplomystes incognitus, denominado comúnmente bagre o tollo, es una especie de pez silúrido de agua dulce de la familia de los diplomístidos y del género Diplomystes. Habita en aguas templadas del centro de Chile.  

## Taxonomía
Descripción original
Esta especie fue descrita originalmente en el año 2017 por los ictiólogos María Gloria Eliana Arratia Fuentes y Quezada-Romegialli.
Localidad tipo
La localidad tipo referida es: “río Melado (cuenca del río Maule) en las coordenadas: 35°43′10″S 71°04′09″O / -35.71944, -71.06917, zona andina de Linares, Región del Maule, Chile”.
Holotipo
El ejemplar holotipo designado es el catalogado como: MNHNCL ICT 7538a; se trata de un ejemplar adulto el cual midió 153 mm de longitud estándar. Se encuentra depositado en la colección de ictiología del Museo Nacional de Historia Natural de Chile (MNHN), en la ciudad de Santiago.
Etimología
Etimológicamente el epíteto específico incognitus refiere a que la detección del taxón fue durante mucho tiempo ensombrecida al creerse que la distribución de Diplomystes chilensis se extendía también a las cuencas ubicadas al sur de la hoya hidrográfica del río Maipo.

## Características
Rasgos diagnósticos
Diplomystes incognitus se caracteriza por poseer papilas redondas y largas que cubren densamente la cabeza, el cuerpo y las aletas, por tener la aleta dorsal de forma triangular y alta (en proporción representa en promedio el 20 % de la longitud estándar —con extremos en 17 y 25 %) y el poro urogenital y el ano colocados entre los extremos posteriores de las aletas pélvicas.
Coloración
Diplomystes incognitus presenta mayormente la piel verdosa, con pequeñas manchas negras y doradas; ventralmente el color pasa a marrón rojizo con el abdomen amarillo-cremoso. A los costados de la cabeza presenta una tonalidad gris-plateada.

## Distribución
Diplomystes incognitus es una especie endémica del centro de Chile. Habita en aguas templadas a templado-frías en cuencas fluviales con pendiente del Pacífico de las regiones del Libertador General Bernardo O'Higgins, del Maule y del Bío-Bío, en las cuencas de los ríos Rapel, del Mataquito, del Maule y del Itata. Al norte de esta distribución —en la cuenca del río Maipo— es reemplazado por Diplomystes chilensis mientras que al sur —en las cuencas de los ríos Biobío e Imperial— habita Diplomystes nahuelbutaensis.